# Histoire de Clorinde et Tancrède
La tenture de l'Histoire de Clorinde et Tancrède est une suite de tapisseries du XVIIe siècle conservée dans le musée des Arts décoratifs de Paris et dans le château de Châteaudun en Eure-et-Loir.

## L'Histoire de Tancrède et Clorinde
La tenture de l'Histoire de Clorinde et Tancrède raconte huit épisodes en tapisseries de La Jérusalem délivrée écrite en italien par Torquato Tasso, dit Le Tasse, poème en vingt chants dédié au duc de Ferrare, Alphonse II d'Este, en 1581. 
La tenture de l’Histoire de Clorinde et Tancrède débute avec la rencontre de Clorinde et de Tancrède. Clorinde, l'héroïne, est en armure et combat aux côtés des Sarrasins. Elle se désaltère à une source quand elle est surprise par Tancrède, un jeune croisé. Il s'aperçoit que Clorinde est une femme. Tancrède libère la princesse Herminie retenue prisonnière. Au cours d’un combat contre Clorinde dissimulée par son armure, Tancrède la tue. Avant qu’elle meure, il lui administre le baptême. 

## Les tentures
Cette tenture a été réalisée à partir des cartons de Michel Corneille utilisés par les ateliers du Faubourg de Saint-Germain de Raphaël de La Planche.
On constate que dans l'inventaire de l'atelier de Raphaël de La Planche du 27 septembre 1661 il est cité huit pièces exécutées à l'huile sur toile.

### Tenture du musée des arts décoratifs de Paris
Le musée des arts décoratifs conserve quatre pièces sur les huit initialement réalisés.
| Sujet                                                        | Chapitre du livre du Tasse | Longueur cm | Hauteur cm | Image | n° d'inventaire |
| ------------------------------------------------------------ | -------------------------- | ----------- | ---------- | ----- | --------------- |
| Tancrède rencontre Clorinde                                  | chapitre 1                 | 385         | 321        |       | PE 626          |
| Clorinde délivre Olinde et Sophronie                         | chapitre 2                 |             |            |       |                 |
| Tancrède rend la liberté à Herminie                          | chapitre 6                 | 455         | 348        |       | 34129           |
| Herminie chez les paysans                                    |                            |             |            |       | 34127           |
| Clorinde baptisée par Tancrède                               | chapitre 12                | 284         | 350        |       | 34128           |
| Herminie relève Tancrède                                     | chapitre 19                |             |            |       |                 |
| Tancrède ordonne la construction d'un mausolée pour Clorinde |                            |             |            |       |                 |
| Sujet non identifié                                          |                            |             |            |       |                 |

Cette tenture a eu du succès. Plusieurs suites ont été exécutées à partir des cartons de Michel Corneille par la Manufacture du faubourg Saint-Germain de Raphaël de La Planche et de son fils, Sébastien François de La Planche.
Cette tenture est citée dans l'inventaire du Garde-Meuble de la Couronne de 1663, en six pièces, en laine et soie. On la retrouve dans l'inventaire de la collection d'Henriette d'Angleterre de 1671 avec huit pièces.

### Tenture du château de Châteaudun
Une suite de la première tenture, sortant de la manufacture du faubourg Saint-Germain et comprenant sept pièces, est exposée au château de Châteaudun,. L'ensemble est classé monument historique. Ces pièces proviennent de trois tentures parisiennes distinctes.
| Sujet                                                      | Photographie | Largeur (cm) | Hauteur (cm) | Date d'acquisition | N° d'inventaire                         |
| ---------------------------------------------------------- | ------------ | ------------ | ------------ | ------------------ | --------------------------------------- |
| Rencontre de Clorinde et Tancrède                          |              | 385          | 321          | 1997               | CHA1997000069                           |
| Clorinde délivre Olinde et Sophronie                       |              | 510          | 354          | 1967               | CHA2005000010                           |
| Tancrède rend la liberté à Herminie                        |              | 432,2        | 358          | 1996               | CHA1996000065                           |
| Herminie chez les paysans                                  |              | 303          | 286          | 1992               | CHA1992000066                           |
| Le baptême de Clorinde                                     |              | 342          | 294          | 2008               | CHA2008000077                           |
| Herminie relève Tancrède                                   |              | 371          | 315          | 2012               | CHA2012000082 (œuvre volée ou détruite) |
| Tancrède ordonne la construction d'une tombe pour Clorinde |              | 302          | 229          | 1992               | CHA1992000067                           |
| Sujet non identifié                                        |              |              |              |                    |                                         |